# Mickey Rentschler
Mickey Rentschler (eigentlich Milton Edward Rentschler, * 6. Oktober 1923 in Detroit, Michigan; † 27. Juni 1969 in Long Beach, Kalifornien) war ein US-amerikanischer Kinderdarsteller.

## Leben
Mickey Rentschler stammte von deutschsprachigen Eltern ab. Er wurde zunächst als Vogelstimmenimitator im Radio bekannt und stand im Alter von etwa zehn Jahren zum ersten Mal vor der Filmkamera; damals hatte er eine Rolle in His Private Secretary. Dieser Film mit John Wayne in der Hauptrolle kam 1933 in die Kinos. Kleinere Auftritte, etwa in The Scarlet Letter und The Lost Jungle aus dem Jahre 1934, Little Lord Fauntleroy von 1936 sowie Sergeant York aus dem Jahr 1941, folgten.
Er übernahm aber auch größere Aufgaben, etwa als Pinky in Radio Patrol aus dem Jahre 1937, wo er den Sohn eines ermordeten Erfinders verkörperte. In Teufelskerle sowie in Toms Abenteuer spielte er im Jahre 1938 jeweils unter der Regie von Norman Taurog. In Toms Abenteuer verkörperte er Tom Sawyers Freund Joe Harper. Im Alter von 21 Jahren beendete Rentschler nach etwa 35 Filmen seine Karriere. Er gehörte der Navy an und war Kriegsteilnehmer im Zweiten Weltkrieg.
Mickey Rentschler wurde auf dem Los Angeles National Cemetery in der Abteilung 236 begraben; sein Grab in der Reihe X trägt die Nummer 19.

## Filmografie (Auswahl)
- 1933: Seine persönliche Sekretärin (His Private Secretary)
- 1934: A Modern Hero
- 1934: The Lost Jungle
- 1936: Der kleine Lord (Little Lord Fauntleroy)
- 1936: Follow Your Heart
- 1937: Gehetzt (You Only Live Once)
- 1937: Radio Patrol
- 1938: Toms Abenteuer (The Adventures of Tom Sawyer)
- 1938: Teufelskerle (Boys Town)
- 1938: Peck’s Bad Boy with the Circus
- 1939: Ein ideales Paar (Made for Each Other)
- 1939: Die Abenteuer des Huckleberry Finn (The Adventures of Huckleberry Finn)
- 1940: Der junge Edison (Young Tom Edison)
- 1941: Sergeant York
- 1942: Meine Frau, die Hexe (I Married a Witch)
- 1944: Mein Schatz ist ein Matrose (Two Girl and a Sailor)